# Любен Станчев (общественик)
 Тази статия е за общественика.  За революционера вижте Любен Станчев (революционер).  
Любен Станчев е български журналист и общественик, активен деец за български малцинствени права по време на румънското управление на Южна Добруджа (1913 – 1940 г.).

## Биография
Роден е на 14 февруари 1904 г. в село Сърнино, област Добрич, в богато и многодетно земеделско семейство. Първо отделение завършва в родното си село, гимназия във Варна, през 1924 г. се записва студент в Букурещкия университет, който по-късно прекъсва, за да се отдаде на журналистическата професия.
Журналист, публицист, общественик, той е основател и редактор на първите български малцинствени вестници „Нов живот", „Куриер", „Единство", „Добруджански куриер", „Обнова", от чиито страници защитава „беззащитното население на Добруджа". Автор е на книгата с къси разкази и импресии – „Недомлъвки". Първоначално сподвижник на идеята за самостоятелна българска „миноритарна партия“, от 1930 г. насетне Станчев лобира за създаването на надпартийна общобългарска организация, за създаването на която работи с известния добруджански политик Христо Стефанов.
След 9 септември 1944 г. Любен Станчев е арестуван и съден от Народния съд, разстрелян е на 6 март 1945 г.